# Quechumara

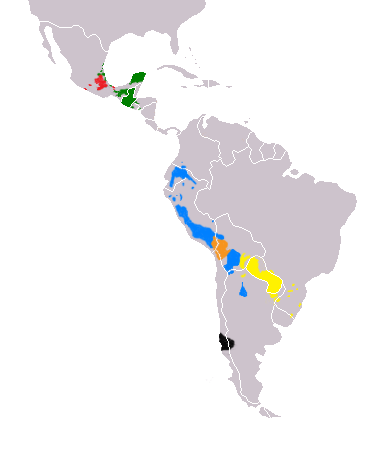
Lenguas quechuas en azul y lenguas aimaraicas en naranja.

Quechumara o quechuamarán es una hipotética macrofamilia de lenguas indoamericanas conformada por dos familias de los Andes Centrales: la quechua y la aimara. La validez de esta macrofamilia no tiene consenso en la actualidad y se considera no-probado. La hipótesis de la existencia del agrupamiento se conoce como la hipótesis quechumara. De acuerdo con dicha hipótesis, habría existido una lengua "proto-quechumara", ancestro común de las lenguas protoquechua y proto-aru.
Independientemente de la validez de este grupo de lenguas, se reconoce que en virtud del desarrollo de las culturas andinas, existe como resultado un contacto y convivencia en el tiempo y el espacio, pues presentan siglos de interacción y difusión mutua.
La hipótesis quechumara fue originalmente propuesta por Norman McQuown en 1955. Fue asimismo propuesta por Terrence Kaufman, fue puesta en duda por Willem Adelaar, quien piensa que las similitudes son producto del préstamo lingüístico, mientras que Lyle Campbell sospecha que la propuesta es válida, aunque considera que no ha sido demostrada de manera concluyente.

## Evidencias
Se considera que los sistemas fonéticos son casi idénticos, salvo que el proto-quechua no presenta la lateral (l) y el quechua no tiene la nasal velar intervocálica (ŋ).
En la reconstrucción del proto-quechua y del proto-aimara, se encuentra que un 25% del léxico es virtualmente idéntico, incluyendo el cultural y el de naturaleza básica, aunque el resto es muy diferente. Además la estructura morfológica de ambas familias es estrictamente la misma. 
Las diferencias son también muy importantes, y se encuentran en la estructura de la palabra, de la raíz y de la sílaba.
La siguiente es una comparación entre algunas palabras de uso frecuenteː
| Castellano | Quechua       | Aimara          |
| ---------- | ------------- | --------------- |
| yo         | ñuqa          | naya            |
| tú         | qam           | juma            |
| él         | pay           | jupa            |
| ojo        | ñawi          | nalra           |
| pelo       | chukcha       | ñikuta          |
| dedo       | ruk'ana       | luk'ana         |
| comer      | mikhuna       | manq’ayaña      |
| beber      | upyay         | umaña           |
| amar       | khuyay, munay | munaña, amawaña |

## Macrofiliaciones postuladas
Se ha teorizado que las lenguas quechuas y aimaras pertenecerían a un grupo mayor llamado andino por similitudes a nivel de los rasgos tipológicos. Éste a su vez formaría parte de la controvertida macrofamilia de las lenguas amerindias.

## Listas Swadesh
Listas Swadesh (100 palabras) de protoquechua y protoaimara por Rodolfo Cerrón Palomino (2000):
| N.º  | GLOSA      | PROTOQUECHUA        | PROTOAIMARA       |
| ---- | ---------- | ------------------- | ----------------- |
| 1.   | yo         | *ya-qa              | *na-ya            |
| 2.   | tú         | *qam                | *huma             |
| 3.   | nosotros   | *ya-qa-nčik         | *hiwa-sa          |
| 4.   | este       | *kay                | *aka              |
| 5.   | ese        | *čay                | *uka              |
| 6.   | quién      | *pi                 | *qači             |
| 7.   | qué        | *ima                | *qu               |
| 8.   | no         | *mana               | *hani             |
| 9.   | todo(s)    | *λapa               | *taqi             |
| 10.  | mucho(s)   | *ačka               | *aλuqa            |
| 11.  | uno        | *ʂuk                | *maya             |
| 12.  | dos        | *iʂkay              | *paya             |
| 13.  | grande     | *hatu(n)            | *haĉ’a            |
| 14.  | largo      | *suni               | *suni             |
| 15.  | pequeño    | *učuk               | *hisk’a           |
| 16.  | mujer      | *warmi              | *marmi            |
| 17.  | hombre     | *qari               | *čača             |
| 18.  | persona    | *runa               | *haqi             |
| 19.  | pez        | *čaλwa              | *čǎλwa            |
| 20.  | pájaro     | *pisqu              | *amač’i           |
| 21.  | perro      | *aλqu               | *anu(qa)          |
| 22.  | piojo      | *usa                | *lap’a            |
| 23.  | árbol      | *maλki              | *quqa             |
| 24.  | semilla    | *muhu               | *atʰa             |
| 25.  | hoja       | *rapra              | *lapʰi            |
| 26.  | raíz       | *sapʰi              | *asu              |
| 27.  | corteza    | *qara               | *siλp’i           |
| 28.  | piel       | *qara               | *lip’iči          |
| 29.  | carne      | *ayča               | *hanči            |
| 30.  | sangre     | *yawar              | *wila             |
| 31.  | hueso      | *tuλu               | *ĉ’aka            |
| 32.  | grasa      | *wira               | *lik’i            |
| 33.  | huevo      | *runtu / *ruru      | *k’awna           |
| 34.  | cuerno     | *waqra              | *waqra            |
| 35.  | rabo       | *ĉupa               | *wič’inkʰa        |
| 36.  | pluma      | *pʰuru              | *pʰuyu            |
| 37.  | pelo       | *aqča / *čukča      | *nik’uĉa          |
| 38.  | cabeza     | *uma                | *p’iqi            |
| 39.  | oreja      | *rinri              | *hinču            |
| 40.  | ojo(s)     | *ñawi               | *nawra            |
| 41.  | nariz      | *sinqa              | *nasa             |
| 42.  | boca       | *simi               | *laka             |
| 43.  | diente(s)  | *kiru               | *laka ĉ’akʰa      |
| 44.  | lengua     | *qaλu               | *laqra            |
| 45.  | uña        | *ʂiλu               | *šiλu             |
| 46.  | pie(s)     | *ĉaki               | *kayu             |
| 47.  | rodilla(s) | *qunqur             | *qhunquru         |
| 48.  | mano(s)    | *maki               | *ampara           |
| 49.  | barriga    | *paĉa / *wiksa      | *puĉa(ka)         |
| 50.  | cuello     | *kunka              | *kunka            |
| 51.  | senos      | *ñuñu               | *ñuñu             |
| 52.  | corazón    | *ʂunqu              | *čuyma            |
| 53.  | hígado     | *k’ipĉa(n)          | *k’ipĉa           |
| 54.  | beber      | *upya-              | *uma-             |
| 55.  | comer      | *mikʰu-             | *manq’a- / *palu- |
| 56.  | morder     | *kani-              | *aĉu-             |
| 57.  | ver        | *rikʰu-             | *uλa-             |
| 58.  | oír        | *uya-               | *iša-             |
| 59.  | saber      | *yaĉa-              | *yaĉi-            |
| 60.  | dormir     | *puñu-              | *iki-             |
| 61.  | morir      | *wañu-              | *hiwa-            |
| 62.  | matar      | *wañu-či-           | *hiwa-ya-         |
| 63.  | nadar      | *wayt’a-            | *tuyu-            |
| 64.  | volar      | *pʰaya-ri-          | *hala-            |
| 65.  | caminar    | *puri-              | *sara- / *wasa-   |
| 66.  | venir      | *ʂa-mu-             | *huta-            |
| 67.  | recostarse | *anĉ’a-ra-          | *haqu-ši-         |
| 68.  | sentarse   | *taya-ku-           | *uta-ĉ’a-         |
| 69.  | pararse    | *ʂaya-ri-           | *saya-            |
| 70.  | dar        | *qu-                | *čura-            |
| 71.  | decir      | *ñi-                | *saya-            |
| 72.  | sol        | *rupay              | *lupi             |
| 73.  | luna       | *kiλa               | *paqši            |
| 74.  | estrella   | *quyλur             | *wara(wara)       |
| 75.  | agua       | *yaku               | *uma              |
| 76.  | lluvia     | *tamya / *para      | *haλu             |
| 77.  | piedra     | *rumi               | *qala             |
| 78.  | arena      | *aqu                | *č’aλa            |
| 79.  | suelo      | *paĉa               | *uraqi            |
| 80.  | nube       | *pʰuyu / *pukutay   | *qhinaya / *urpi  |
| 81.  | humo       | *q’usñi / *quntay   | *iwq’i            |
| 82.  | fuego      | *nina               | *nina             |
| 83.  | ceniza     | *uĉpa               | *qhiλa            |
| 84.  | quemar     | *k’añay             | *nak’a-           |
| 85.  | camino     | *ñayani             | *tʰaki            |
| 86.  | cerro      | *urqu               | *quλu             |
| 87.  | rojo       | *puka               | *čupika           |
| 88.  | verde      | *q’umir / *ĉiqya(q) | *č’uqña           |
| 89.  | amarillo   | *q’iλu / *qarwa     | *tuyu             |
| 90.  | blanco     | *yuraq              | *anq’u            |
| 91.  | negro      | *yana               | *ĉ’iyara          |
| 92.  | noche      | *tuta               | *aruma            |
| 93.  | caliente   | *q’unu              | *hunĉ’u           |
| 94.  | frío       | *čiri               | *tʰaya            |
| 95.  | lleno      | *hunta              | *pʰuqa            |
| 96.  | nuevo      | *muʂuq              | *mačaqa           |
| 97.  | bueno      | *aλin               | *aski             |
| 98.  | redondo    | *muyu               | *muruqu           |
| 99.  | seco       | *čaki               | *waña             |
| 100. | nombre     | *suti               | *suti             |

## El quechumara /*kantʂa/
/*kantʂa/ (Cerco o aposento) se ha vuelto conocido por las investigaciones etimológicas de Chanchán, por parte del lingüista Ph.D. Rodolfo Cerrón-Palomino del cual concluye como definivamente quechumara proveniendo de *kantʂa-n(i) '(lugar) donde abundan cercos o corrales', cuya quechualizacion queda como /kantʃáŋ/.

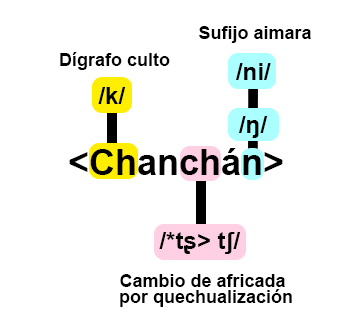
Reconstrucción fonética de Chanchán.
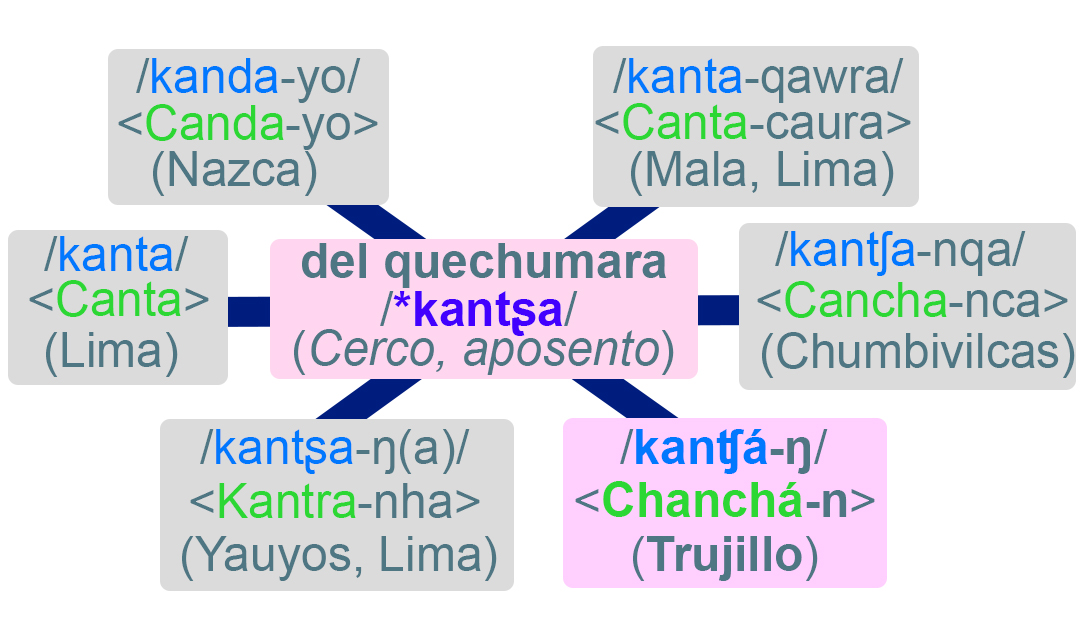
/*kantʂa/ en diversos topónimos, entre ellos Chanchán

## Usos no filogenéticos del término
En filología andina, también es común el uso del término quechumara sin comprometerse con la hipótesis homónima sino simplemente para referir al conjunto de la familia quechua y la familia aimara. Debido a su larga coexistencia, historia de contacto entre sí y préstamos léxicos mutuos, a menudo es posible identificar que una palabra o morfema tiene su origen en alguna de las dos familias, pero no a cuál de ellas. En esos casos, los especialistas suelen utilizar la categoría "quechumara" en la filiación de términos como los nombres de lugar. Del mismo modo, a veces es usado para referir al conjunto de características tipológicas compartidas entre ambos conjuntos de lenguas. Estos usos no genéticos no presuponen la existencia de una lengua ancestro común de ambas familias.